# Station Wojanów
Station Wojanów is een spoorwegstation in de Poolse plaats Wojanów.